# Hartlspitz
Der Hartlspitz ist ein 708 m ü. A. hoher Berg im Rosaliengebirge im Burgenland. 

## Lage und Umgebung
Der Hartlspitz liegt nordöstlich der Hochwolkersdorfer Rotte Hollerberg. Nur wenige Meter südlich des Gipfels verläuft die Grenze zu Niederösterreich, wo etwas westlich ein 699 m hoher Sattel liegt. Dort verläuft die Bundesstraße von Hochwolkersdorf nach Forchtenstein. Von dieser Straße zweigen zwei Wanderwege ab, die jeweils knapp südlich und nördlich des Hartlspitz vorbeiführen.
Im Norden beginnt auf Forchtensteiner Gemeindegebiet das Tal des Heidbaches und im Süden entspringt im Glasgraben der Glasgrabenbach. Nachbarberge sind der Heuberg (748 m) im Nordwesten, der Auerberg (740 m) im Westen, der Geißspitz (565 m) im Nordosten und der Schwarzkogel (673 m) im Osten. Der Hartlspitz wird auch im Frieden von Ofen als Berg an der Wasserscheide zwischen Donau und Raab genannt.

## Sage
Südlich des Hartlspitz in Niederösterreich liegt der Flurname Am Markstein.
Laut der Hochwolkersdorfer Sage „Die drei Marksteine“ stand vor vielen Jahren auf dem Rücken des Rosaliengebirges ein prächtiges Schloss. Die Besitzerin hieß Frau Myrna und war wegen ihrer Hilfsbereitschaft in der ganzen Gegend bekannt. Eines Tages belagerten räuberische Ungarn das Schloss. Mit Hilfe ihrer Diener gelang es der Schlossfrau, in der Nacht zu fliehen und sich in Sicherheit zu bringen. Die Magyaren drangen in das Schloss ein und suchten nach Geld und Schmuck. Aber sie fanden nichts, denn Frau Myrna hatte alles an die Armen verschenkt. Voll Zorn darüber zündeten die Ungarn das Schloss an und rissen die Mauern nieder. Nur drei von Gras überwucherte Marksteine neben der Straße erinnern noch an das Schloss.